# Золотурн
Зо́лотурн (нем. Solothurn, фр. Soleure, местн. Soledurn) — город, столица кантона Золотурн в Швейцарии. Единственный муниципалитет в одноимённом округе.

## История

### Доримские поселение
Древнейшие находки из Золотурна, вероятно, относятся к эпохе палеолита. Остатки временного поселения периода мезолита были обнаружены в 1986 году во время реконструкции здания бывшего  Kino Elite. Что касается неолита, бронзового и железного веков, то было обнаружено лишь несколько разрозненных предметов, относящихся к этим временам.

### Римское поселение

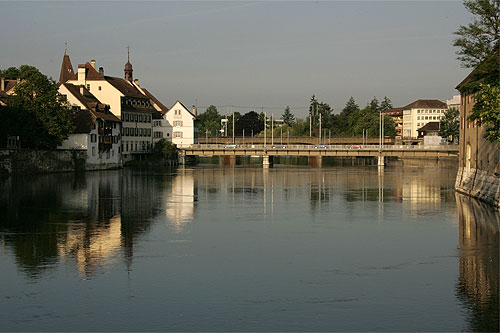
Современный мост Венги, римский мост находился к северу от него.

Римское поселение в Золотурне, вероятно, возникло около 15-25 годов н. э. в качестве дорожной станции и моста на дороге из Авентикума в Августу Раурику или Виндониссу. Вокруг каструма быстро образовался небольшой викус или поселение. Золотурн впервые упоминается в 219 году как vico salod[uro] на так называемом «камне Эпоны». Это название может указывать либо на то, что кельтское поселение существовало на этом месте раньше, либо просто быть свидетельством существования смешанной галло-римской культуры в северо-западных провинциях Римской империи. Поселение стало известным как Салодурум (Salodurum). Его стратегическое значение заключалось в расположении на подходе к Рейну с юго-востока. Во II—III веках викус быстро рос, заполнив почти всю ту территорию, которую сейчас занимает старый город Золотурна, включая часть сегодняшнего пригорода к югу от Аре.
Римский мост, вероятно, находился несколько выше нынешнего моста Венгибрюкке. Русло реки в римскую эпоху находилось в 40-80 метрах к северу от нынешнего Аре. Главная улица викуса находилась значительно ниже нынешней главной улицы Золотурна. Помимо обычной системы управления в поселении в нём также было два магистра (magistri) и коллегия из шести членов (seviri Augustales), которой было поручено поддерживать имперский культ. Салодурум служил также местом размещения для сторожевого отряда XXII легиона, чьё высшее командование находилось в Майнце в Германии. Согласно надписям, в Салодуруме находились храмы Юпитера и Аполлона Августа и алтарь богине лошадей Эпоне, которая была популярна в римской армии и имела кельтское происхождение. Однако местонахождение этих трёх храмов неизвестно. В поселении также существовала баня, находившаяся на главной улице, и гончарный квартал, располагавшийся на северо-западе города, что было задокументировано в ходе археологических работ. Кладбище с урнами и кремационными погребениями на восточном конце викуса было обнаружено в 1762—1763 годах во время сноса старой церкви святого Урса. Кроме того, в этом же районе были найдены две римские гробницы.
Примерно в 325—350 годах неукреплённое поселение у дороги было преобразовано в укреплённый лагерь или каструм, который занимал лишь половину территории бывшего поселения, вокруг которого была построена стена толщиной 2-3 метра и высотой 9 метров. Новый город имел в плане форму колокола и до сих пор отмечается на кадастровой карте города. В разных местах Золотурна большие и маленькие куски старой римской стены всё ещё видны в домах старого города. Расположение ворот на севере и башни в юго-восточном углу известно, и вполне вероятно, что там существовали дополнительные ворота и башни. О зданиях, находившихся внутри стен, почти ничего не известно..

### Раннее Средневековье

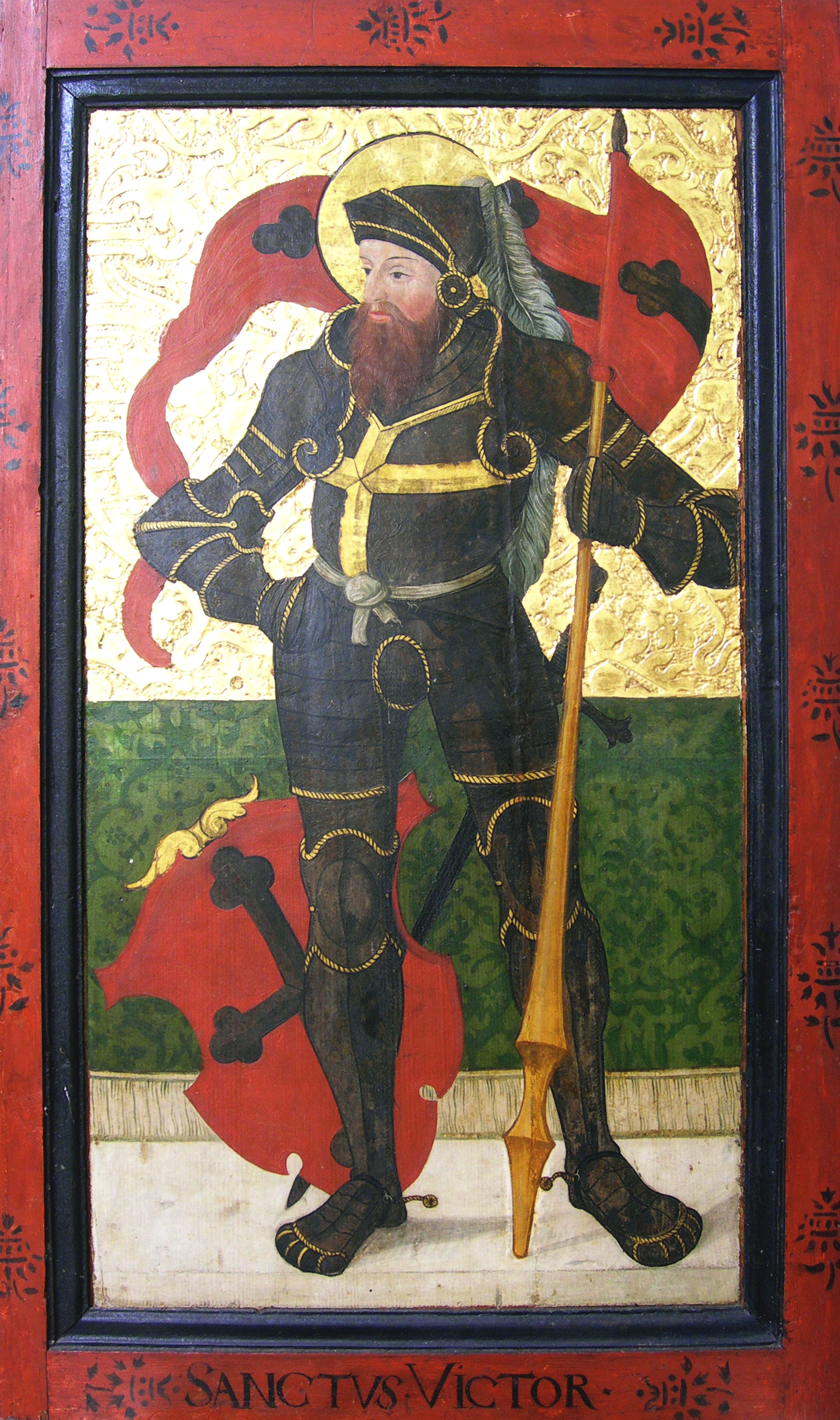
Святой Виктор Золотурнский

В Раннем Средневековье существовало два центра Золотурна: светское поселение в бывшем каструме и религиозное поселение на территории позднеримских кладбищ за стенами города. Как религиозные тексты, так и археологические находки указывают на то, что обе области оставались населёнными непрерывно вплоть до раннего Средневековья. Бывшая часовня святого Стефана внутри каструма была построена на фундаменте более раннего, позднеримского здания. Погребальный мемориал на кладбище рядом с часовней святого Петра датируется примерно временем распада Римской Империи. В середине V века святой Евхерий Лионский упоминает о мученичестве святого Урса и святого Виктора и о культе святых в Золотурне. Около 500 года бургундская принцесса Седелеуба увезла кости святого Виктора в Женеву, а кости святого Урса остались в Золотурне. Церковь, посвящённая культу святого Ура, впервые упоминается в 870 году.

### Средневековый город

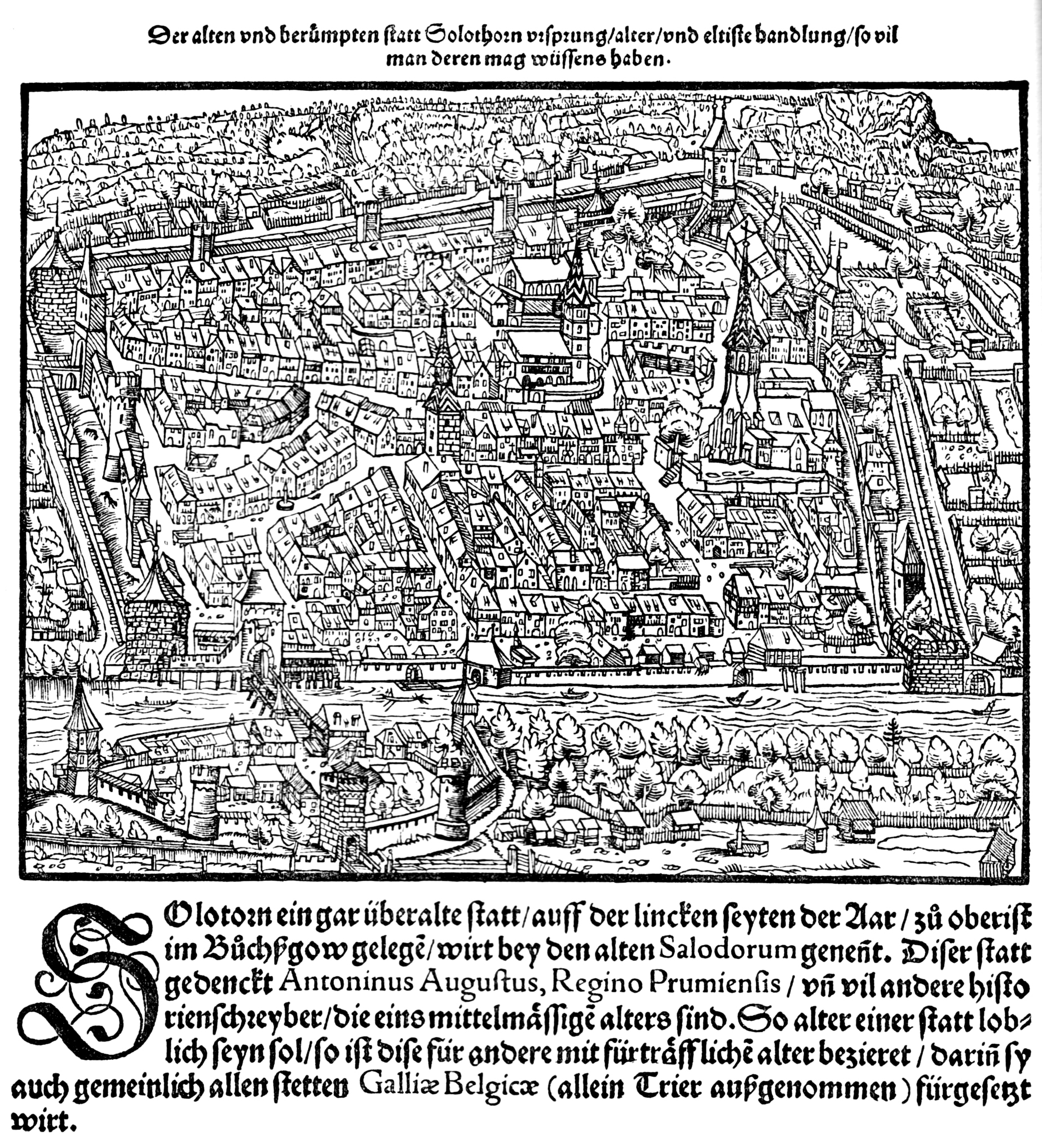
Золотурн в 1548 году

В Раннем Средневековье Золотурн был частью королевства Лотарингия (Lorraine). После распада Лотарингии он стал частью Бургундского королевства, которое в 1033 году вошло в состав Священной римской империи, и Золотурн получил некоторую степень независимости. В 1038 году император Конрад II держал двор в Золотурне и там короновал своего сына Генриха III королём Бургундии. Королевский двор несколько раз пребывал в Золотурне до 1052 года, однако нет никаких свидетельств о существовании постоянного королевского дворца в нём. В 1127 году Золотурн был приобретён герцогами Церингенскими. При их правлении, в 1146 году, впервые упоминаются монеты Золотурна. В 1182 году causidicus или назначенные Церингенами судьи впервые появились в Золотурне. После пресечения рода Церингенов в 1218 году Золотурн стал свободным имперским городом. В 1252 году городской совет и шультгейс стали почти независимыми, в том числе имея свои собственные городские печати. В 1251 году город упоминался как saluerre, а в 1275 году — как Solotren. Начиная примерно с 1200 года, в городе существовал совет знати.

## Архитектура
Считается крупнейшим швейцарским городом, построенным в стиле барокко. Старый город строился с 1530 год по 1792 год, в его архитектуре сочетаются итальянский, французский и швейцарский стили. В 2004 год в городе проживало 15 137 человек.
В 1980 год Золотурну была присвоена премия за развитие и сохранение архитектурного наследия.

## География
Город расположен на реке Аре, у подножья Юрских гор.

## Известные уроженцы и жители
- Родился Франц Пфейффер, учёный-германист.
- В Золотурне провёл последние годы жизни и умер в 1817 году Тадеуш Костюшко. Изначально был похоронен здесь, в 1818 году перезахоронен в Кракове.

## Культура
- Золотурнские литературные дни (Solothurner Literaturtagen)
- Золотурнский кинофестиваль (Solothurner Filmtage).

- Старый город
- Часовая башня (Zeitglockenturm)
- Церкви: кафедральный собор святого Урса, церковь иезуитов (Jesuitenkirche)

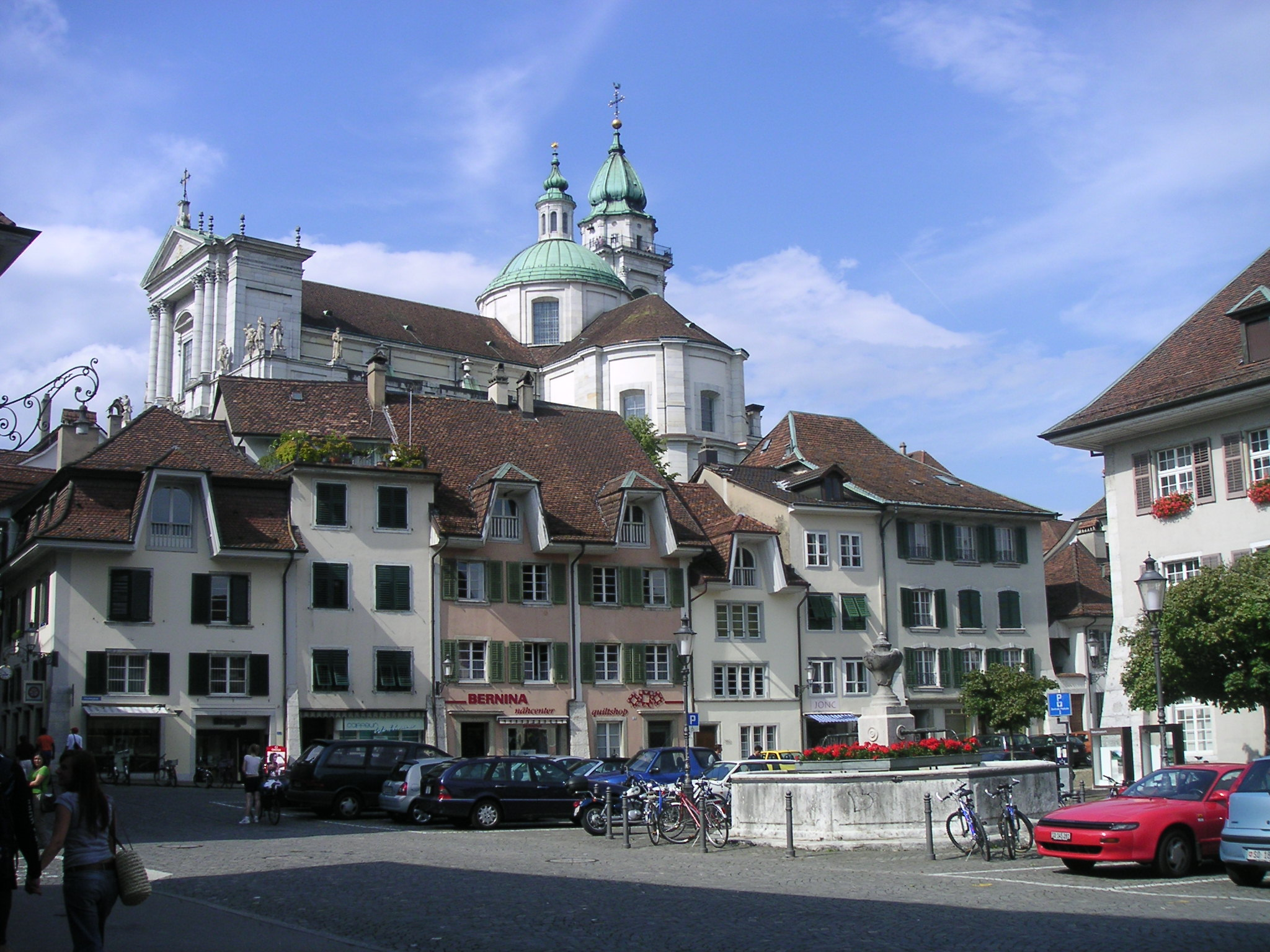
Собор святых Урса и Виктора

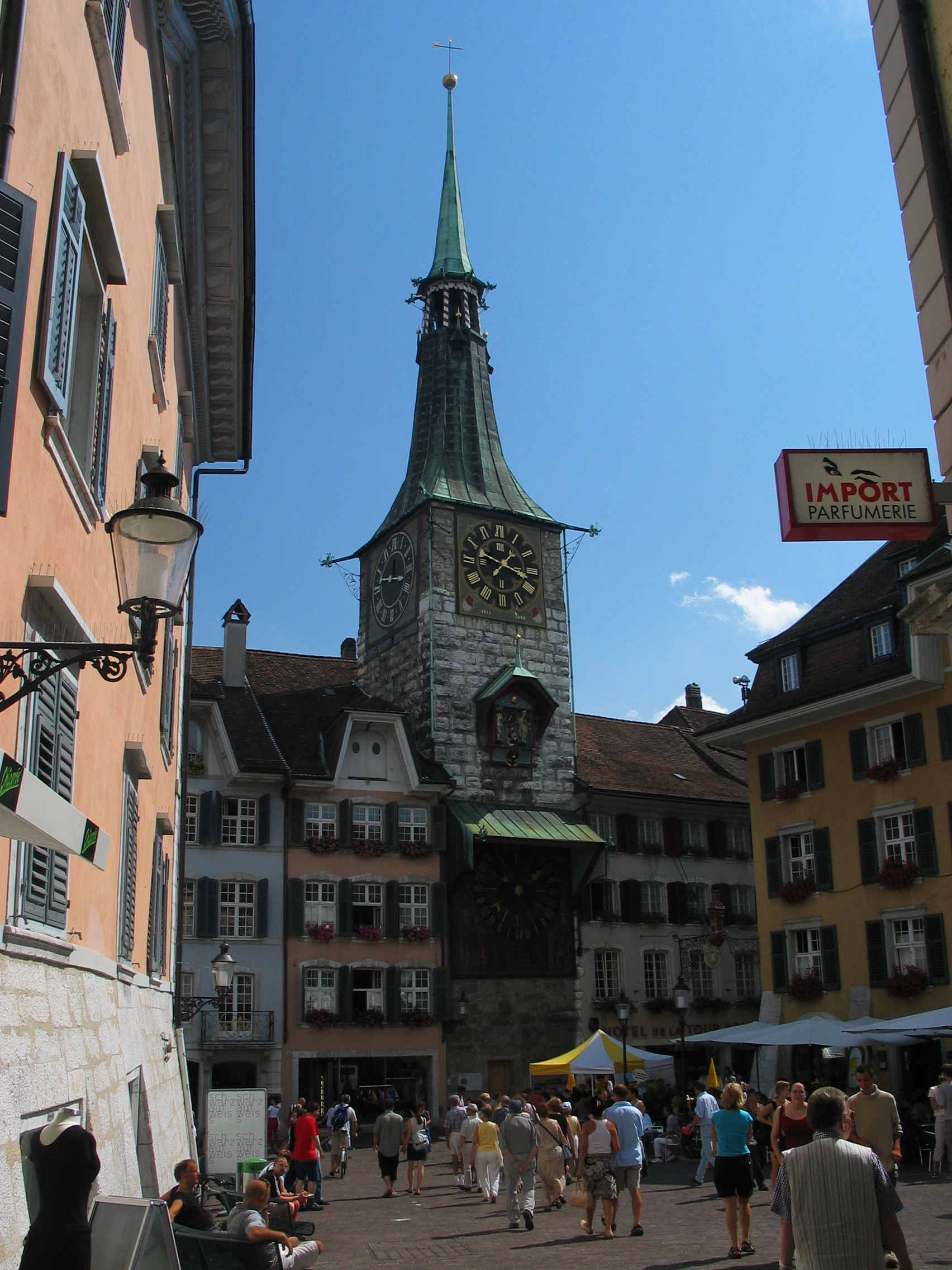
Часовая башня

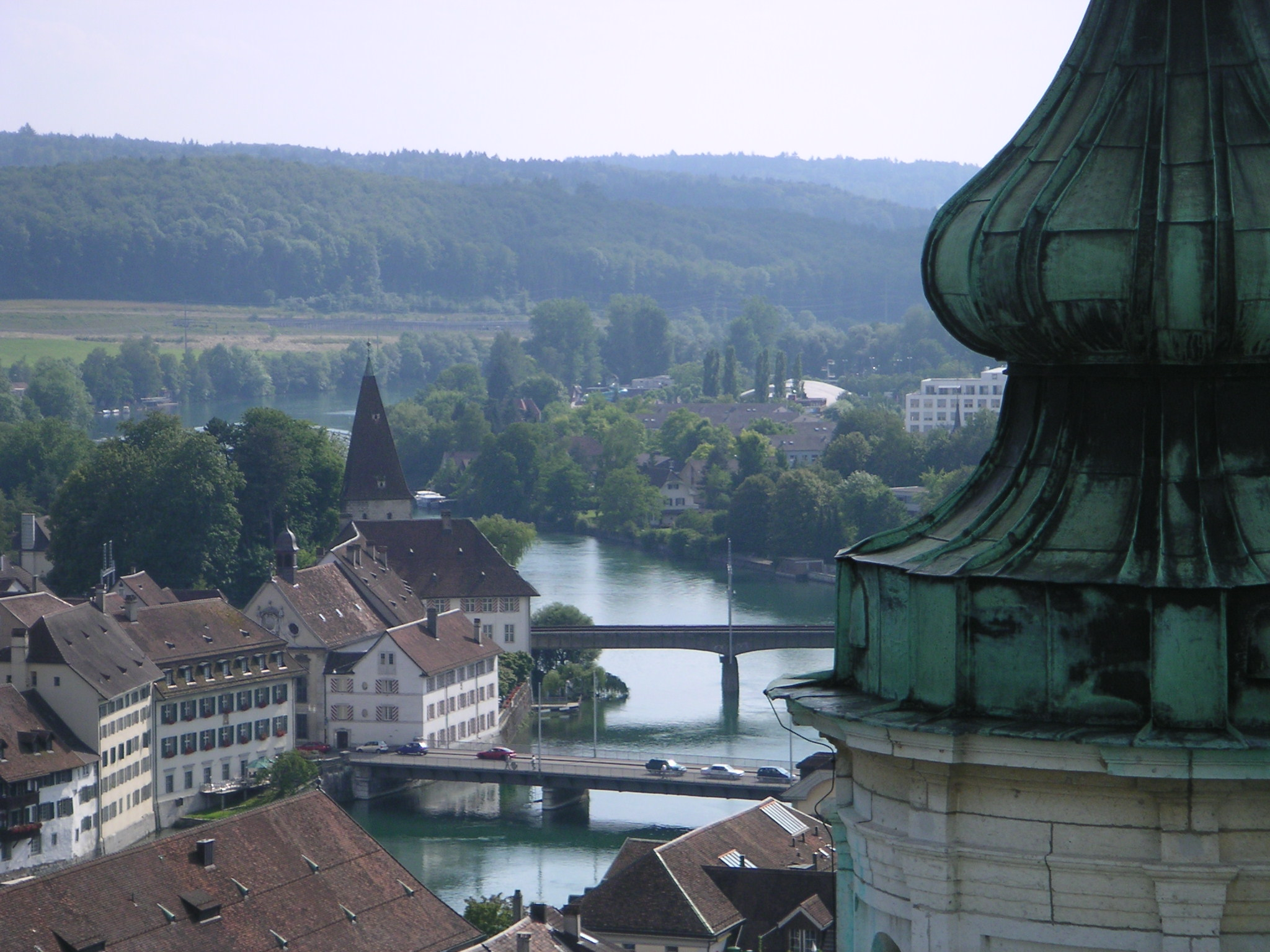
Вид на Аре с башни собора

- Гора Вайсенштайн
- Замок Вальдегг